# Monumentul celor trei martiri basarabeni
Monumentul celor Trei Martiri este un monument dedicat memoriei a trei personalități marcante ale mișcării naționale din Basarabia de la începutul secolului al XX-lea: Alexei Mateevici, Simeon Murafa și Andrei Hodorogea. A fost instalat în Parcul Catedralei din Chișinău, la 29 septembrie 1923.

## Istoric
Monumentul a fost ridicat la inițiativa lui Pantelimon Halippa, prietenul celor doi martiri A.Hodorogea și S.Murafa, care au fost uciși pe 20 august 1917 într-o vie din șoseaua Hîncești, de către soldați bolșevici. Întreaga țară a fost zguduită de moartea celor doi fruntași ai mișcării naționale din Basarabia. În acest context, Pantelimon Halippa a înființat în 1918 la Chișinău un Comitet pentru adunarea de fonduri în vederea ridicării unor monumente funerare pe mormintele martirilor din Cimitirul Ortodox din Chisinău. Despre colectarea de fonduri s-a discutat și la ședința Sfatului Țării din 11 mai 1918. 
Astfel, s-a lansat o acțiune de colectare a mijloacelor bănești la care s-au implicat și Moldovenii din dreapta Prutului. La Teatrul Național din Iași a avut loc un festival organizat de Ella Negruzzi  și de V. Emilian, la care s-a cântat muzică națională. În acest scop s-au colectat 9353 lei. În orașul Roman prin intermediul doamnei Virginia Sc. Stan, s-au adunat 1617 lei. După cum vorbesc arhivele Oficiului Național pentru Cultul Eroilor (ONCE), din 1918 și până în 1921 s-a adunat suma de 15000 lei. La matineul Universității Populare Moldovenești din 19 august 1918, s-au adunat 1372 lei:
După colectarea mijloacelor bănești, în decembrie 1921 Pantelimon Halippa s-a adresat colonelului Ion Manolescu, directorului Societății Mormintele Eroilor Căzuți în Război, să preia sarcina realizării monumentului.
Informații precise despre conceperea și realizarea monumentului nu sunt, dar în Arhivele de la București, s-a identificat  scrisoarea cu nr. 55 din 14 august 1923, în care Comitetul Regional al Societății Mormintele Eroilor, l-a invitat pe Pantelemon Halippa la discuții pe data de 14 august ora 18.00 despre alegerea locului amplasării monumentului.
Monumentul a fost inaugurat la 29 septembrie 1923, fiind realizat de sculptorul din București, Vasile Ionescu-Varo. Lucrarea a costat 140 000 lei.  
La inaugurare au fost prezenți: generalul Berthelot, miniștrii Alexandru Constantinescu și Ion Inculeț, generalul de divizie C. Popovici, Pan Halippa, reprezentanți ai armatei, clerul, autoritățile școlare și primarul Chișinăului, Gheorghe Pântea.
În toamna anului 1923, monumentul a fost îngrădit cu un grilaj și plantat cu brazi. În revista „Cultul Eroilor” din 1924 a fost publicat un material despre apostolii și martirii basarabeni, în care este descrisă viața acestora, împreună cu o fotografie a monumentului. Acesta se afla pe aleea principală din parcul bisericii episcopale, cu spatele spre strada A. Pușkin. În jurul acestui monument se organizau adesea diverse evenimente, parastase, întâlniri cu tentă patriotică etc.
După ocuparea Basarabiei de către Uniunea Sovietică, în 1940, monumentul a fost parțial evacuat. Din corespondența aflată în Arhivele Statului Român, se știe că la 13 septembrie 1940 monumentele și obiectele din bronz evacuate din Basarabia au fost transportate cu trenul spre București, pentru a fi predate Muzeului de Artă Națională Regele Carol I (astăzi Muzeul Național al Țăranului Român). Printre acestea s-au aflat și basoreliefurile în bronz ale lui Murafa și Mateevici, despre a căror soartă ulterioară nu se mai știe nimic.
În ceea ce privește monumentul după 1940, sursele istorice existente indică faptul că monumentul din piatră a fost distrus de trupele bolșevice. Totuși, cercetările ulterioare au constatat că acesta nu a fost distrus imediat, ci a existat până în decembrie 1962, când a fost demolat odată cu aruncarea în aer a Turnului-Clopotniță din fața Soborului. Acest lucru este confirmat de un profesor de la UTM și de criticul de artă Tudor Braga, martor ocular al evenimentului. El a mărturisit că monumentul, sau ce mai rămăsese din el, a fost transformat la un moment dat într-o cișmea de uz public. Această teorie este susținută și de o fotografie dintr-o colecție personală, postată pe internet și datată 1945, în care se observă clar Monumentul celor Trei Martiri, aflat însă în paragină.
În anul 2012, după lecturarea cărții Basarabia necunoscută de Iurie Colesnic, ASCOR (Asociația Studenților Creștini Ortodocși Români) a propus ideea restabilirii monumentului. Comitetul de inițiativă pentru reconstituirea acestuia a fost format din avocatul Iulian Rusanovschi, fost președinte ASCOR în perioada 2007–2013, istoricul Iurie Colesnic și viceministrul Agriculturii Dumitru Godoroja. La 21 septembrie 2012, ASCOR a înaintat un demers către Primăria municipiului Chișinău privind reconstituirea Monumentului celor Trei Martiri.
În februarie 2013, Comisia Monumentelor Istorice de pe lângă Ministerul Culturii a avizat locul reamplasării monumentului. Schița de amplasare a fost elaborată de arhitectul Gicu Bulat.
Arhitectul care a coordonat opera de reconstituire a fost Eugen Bâzgu. Sculptorul Grigore Băț a realizat reconstituirea obiectelor din bronz – basoreliefurile, vulturul și coroana, care reprezintă personalitatea Regelui Ferdinand I. Monumentul are o înălțime de peste trei metri și cântărește aproximativ 20 de tone. Reconstituirea monumentului din piatră (de Cosăuți) a fost încredințată meșterului popular Vladislav Lozan din localitatea Cosăuți, Soroca.
Monumentul a fost amplasat în scuarul Catedralei Nașterea Domnului și inaugurat la 29 septembrie 2016, la ora 11:00.
În spatele monumentului este inscripționat: „Monumentul a fost reconstituit în perioada 2012–29.09.2016 la inițiativa avocatului Rusanovschi Iulian, fost președinte ASCOR, a istoricului Iurie Colesnic și a deputatului Dumitru Godoroja. Arhitect coordonator: Eugen Bâzgu. Sculptor: Grigore Băț. Piatra a fost executată de Vladislav Lozan la Cosăuți. Sponsori: Vasile și Dumitru Godoroja.”
Reconstituirea acestui monument a costat 300.000 de lei moldovenești, echivalentul a circa 12.500 de euro.
Monumentul celor Trei Martiri este al treilea monument din Republica Moldova ce poartă un mesaj regalist, după bustul Reginei Maria și bustul Regelui Ferdinand I din Nisporeni, reconstituite în 2016. Pe monument este reprodusă stema României Întregite, care confirmă originea românească și idealul pentru care au murit cei trei apostoli basarabeni. Vulturul din bronz și textul în bronz de pe monument au fost instalate după inaugurare, la 3 octombrie 2016. La baza monumentului a fost amplasată o placă din bronz cu numele celor doi sponsori: Vasile și Dumitru Godoroja.

## Descrierea monumentului
Monumentul a fost realizat din piatră, având reliefuri, inscripții și elemente decorative. Vulturul, stema, și celelalte elemente metalice au fost turnate din bronz.
Pe piedestalul cu cinci trepte era amplasat un panou vertical din piatră, în care sunt încastrate chipurile în basorelief de bronz ale celor trei martiri, alături de inscripțiile: Simion Murafa, născut la 24 mai 1887, mort la 20 august 1917; Părintele Alexei Mateevici, născut la 16 martie 1888, mort la 13 august 1917; Andrei Hodorogea, născut în octombrie 1878, mort la 20 august 1917.Aceste reliefuri erau protejate de un vultur cu aripile larg deschise, simbolizând puterea, curajul și libertatea, fiind totodată un simbol național al românilor.
Sub basoreliefuri erau gravate cuvinte definitorii ale monumentului. Cele trei reliefuri erau încadrate de elemente vegetale: o ramură de stejar, simbolizând forța și durabilitatea, și una de laur, simbolizând gloria. Acestea încadrau stema României, care sublinia apartenența celor trei martiri la neamul românesc și aspirațiile lor unioniste.
Pe piedestal, în fața basoreliefurilor și a vulturului, era înscris mesajul:„Apostolii basarabeni, martiri ai sfintei cauze naționale.”
În partea din spate, o altă inscripție menționa: „Acest monument s-a ridicat de Societatea Mormintelor Eroilor, Comitetul Central, președintele IPS Mitropolitul Miron Cristea, în urma inițiativei unui comitet din Chișinău, prezidat de domnul Pantelimon Halippa și cu concursul Comitetului regional Chișinău, președintele general de divizie S. Popovici și a generalului de divizie S. Macri.”
Dimensiuni: baza monumentului: 4,35 m x 1,92 m, panoul de piatră: 2,75 m x 3,00 m x 0,60 m.

## Galerie

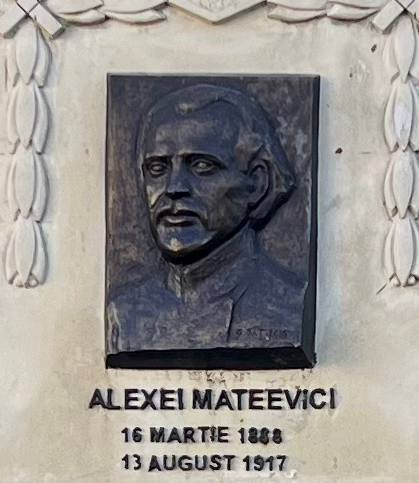
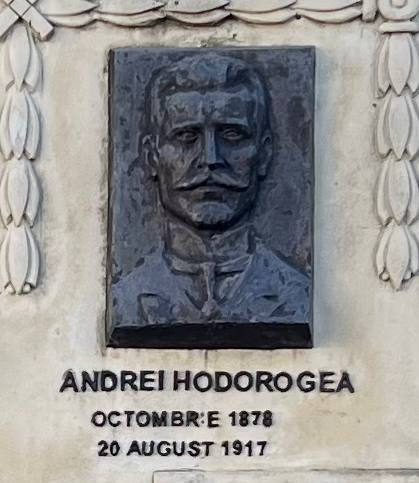
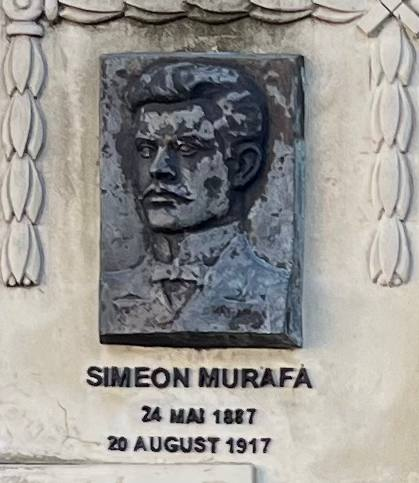
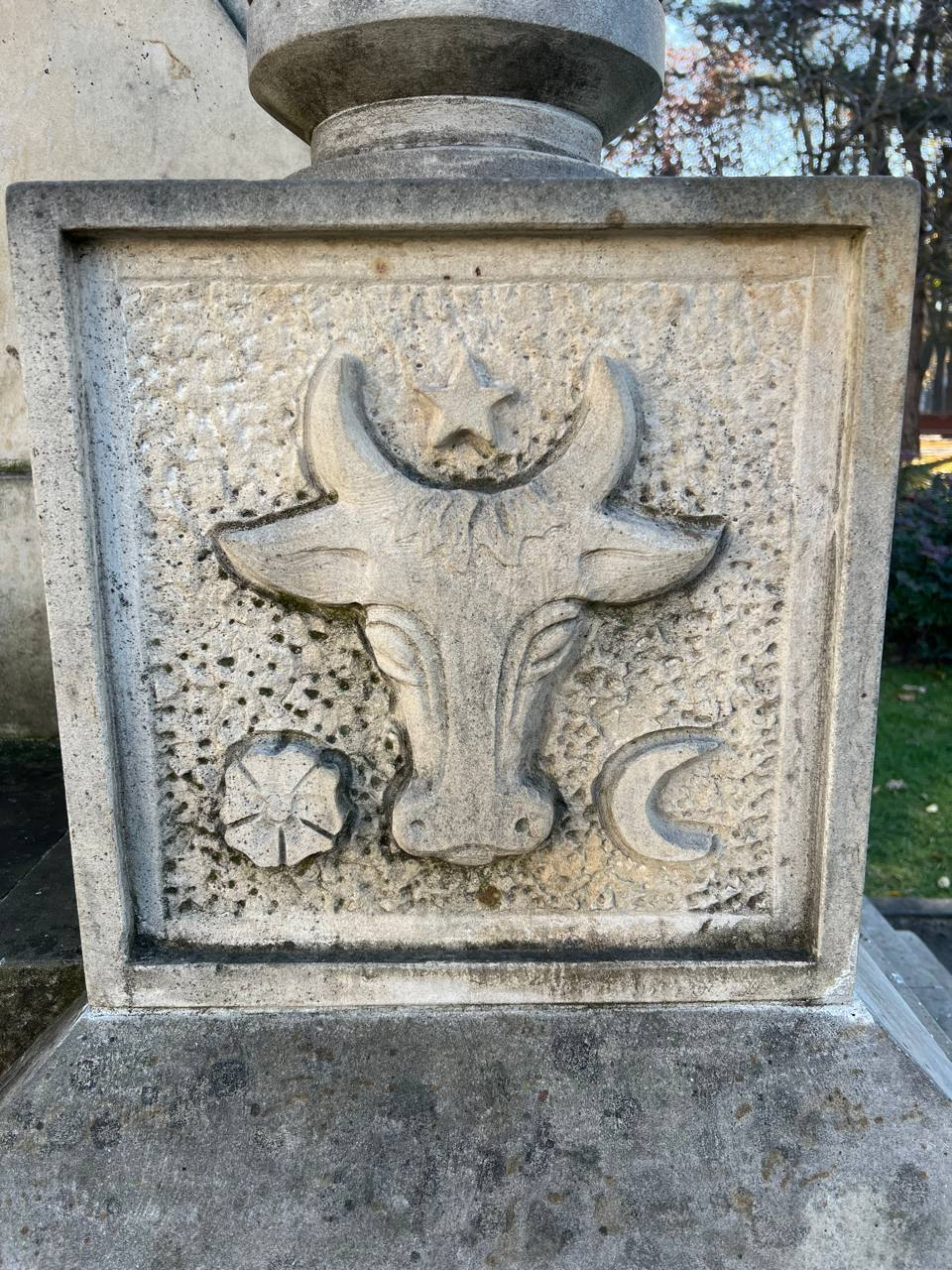
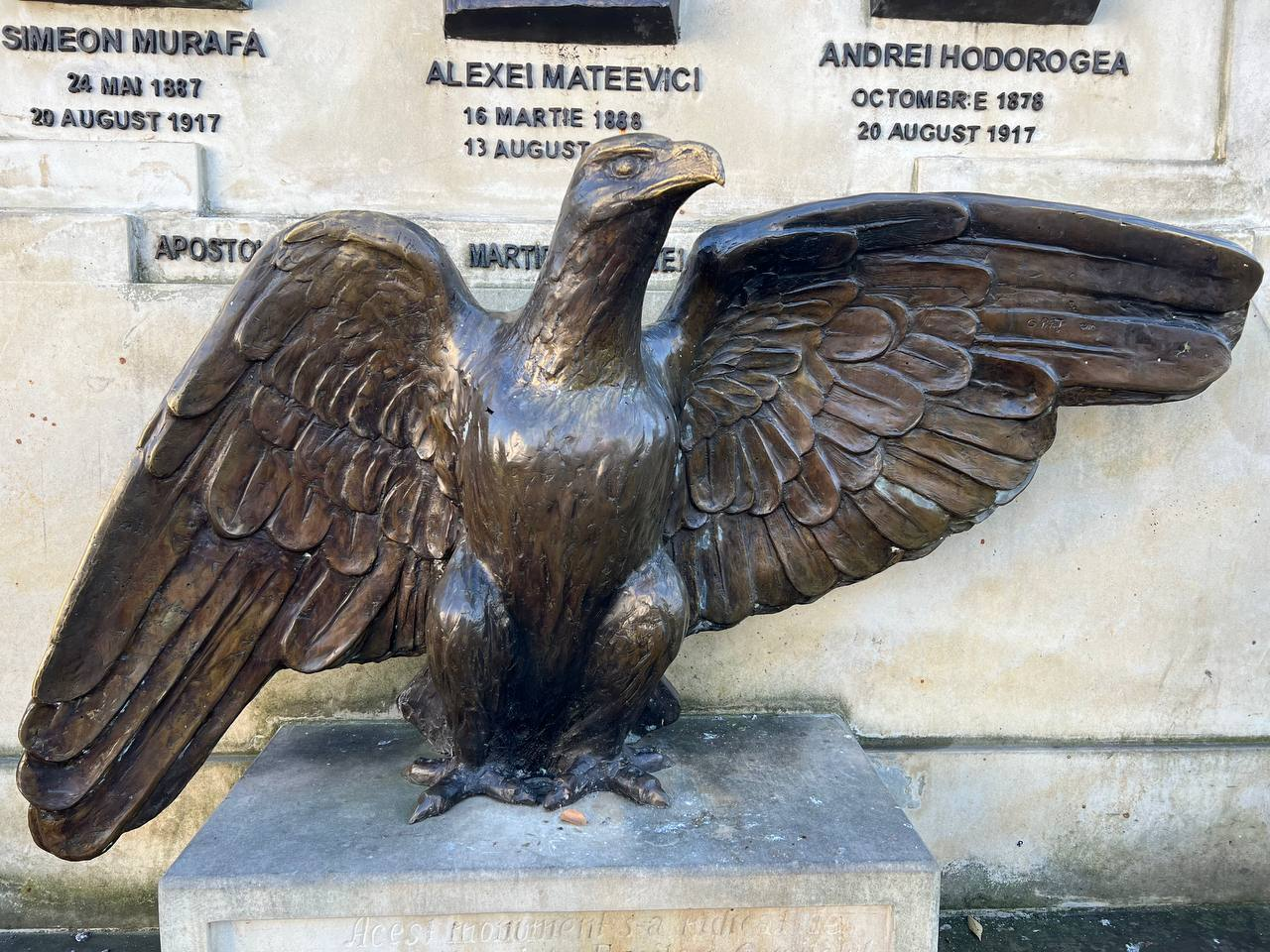
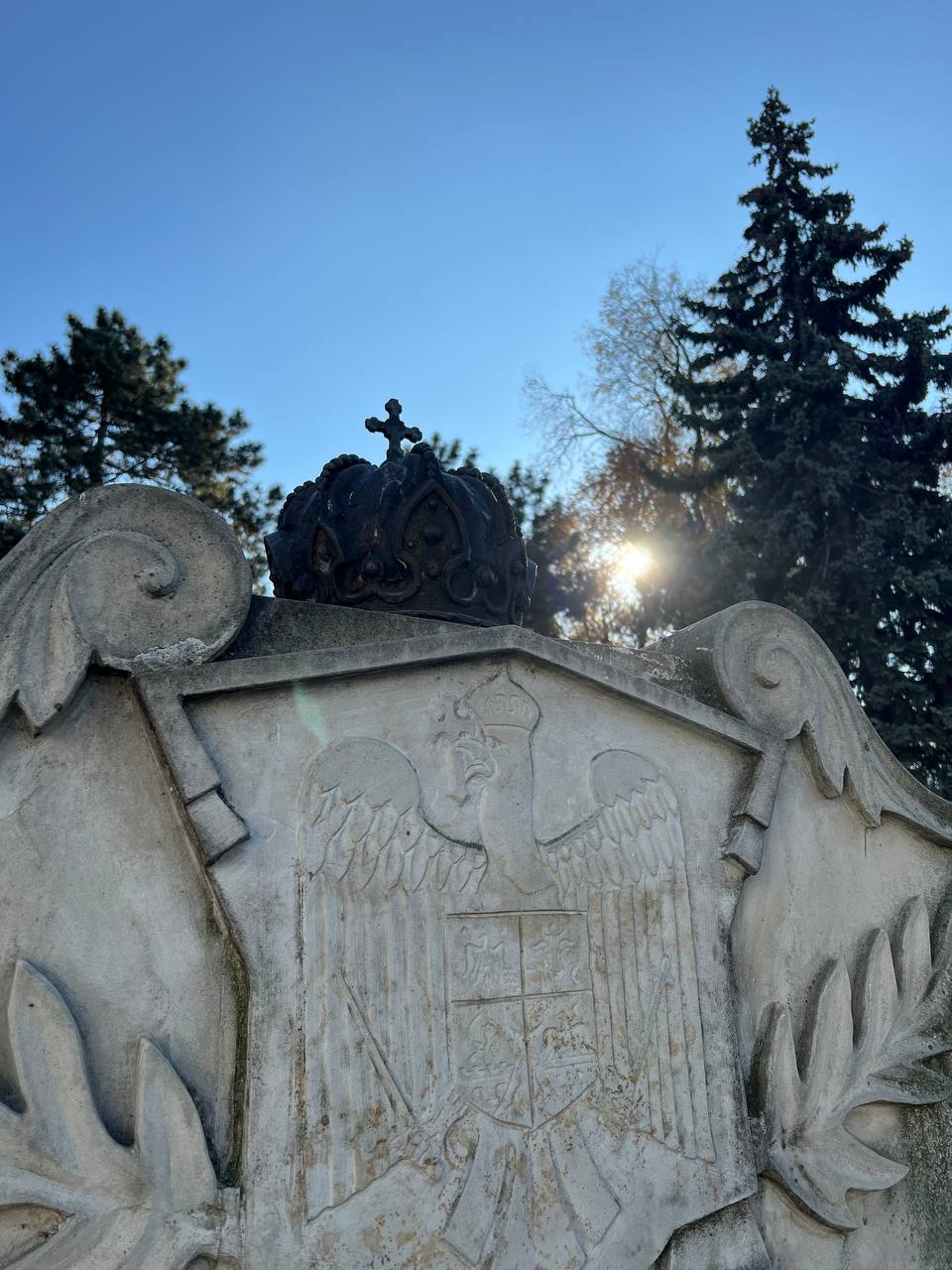
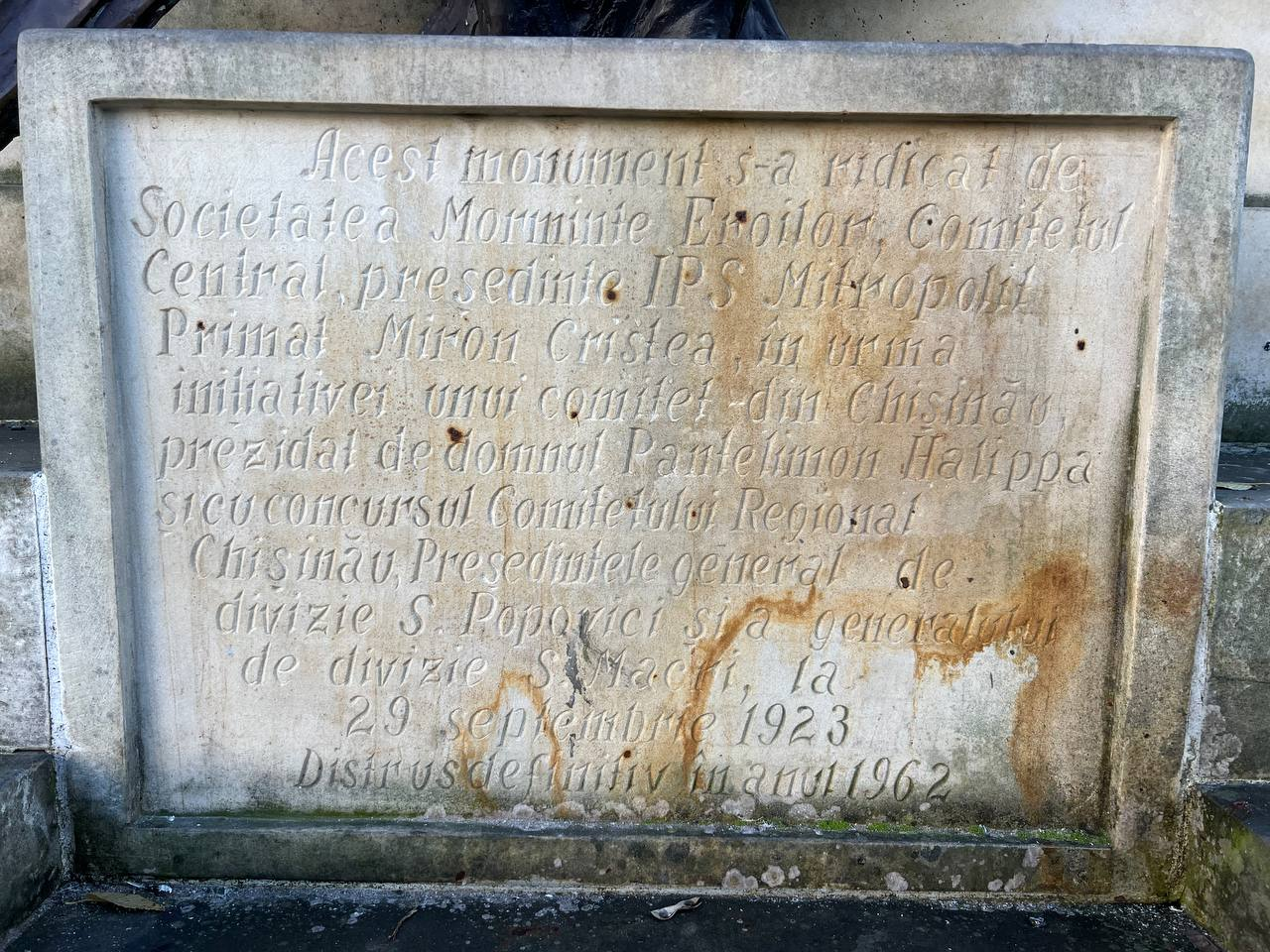
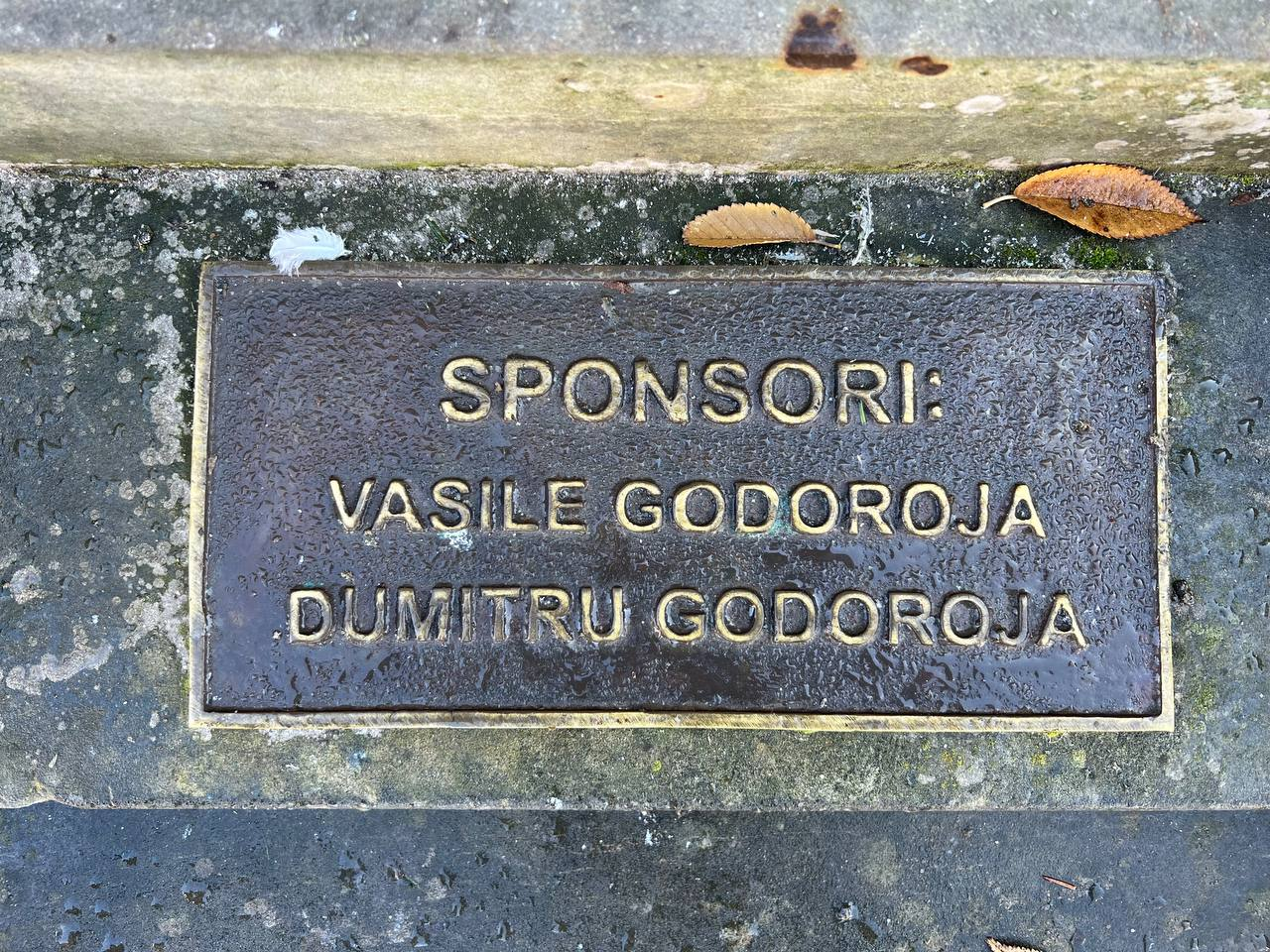